# Nawa-ye Barakzayi (distrikt)
Nawa-ye Barakzayi är ett distrikt i Afghanistan. Det ligger i provinsen Helmand, i den centrala delen av landet, 600 km sydväst om huvudstaden Kabul. Administrativ huvudort är Nawa-ye Barakzayi.
Distriktet beräknades år 2022 ha cirka 115 000 invånare.